# Nisída Ágios Geórgios
Nisída Ágios Geórgios (Saint George’s Island, St. George's Island) är en ö i Grekland. Den ligger i prefekturen Nomós Attikís och regionen Attika, i den sydöstra delen av landet, 16 km väster om huvudstaden Aten. Arean är 0,26 kvadratkilometer.
Terrängen på Nisída Ágios Geórgios är platt. Öns högsta punkt är 14 meter över havet. Den sträcker sig 0,5 kilometer i nord-sydlig riktning, och 0,7 kilometer i öst-västlig riktning. Runt Nisída Ágios Geórgios är det i huvudsak tätbebyggt.